# ゲンナディー・クラスニツキー
ゲンナディー・アレクサンドロヴィチ・クラスニツキー (ラテン文字:Gennadi Aleksandrovich Krasnitsky、ロシア語: Геннадий Александрович Красницкий、1940年8月27日、タシュケント - 1988年6月12日、クルガンテッパ) は、ウズベク・ソビエト社会主義共和国・タシュケント出身の元プロサッカー選手、サッカー指導者。現役時のポジションはFW。死因は高層階からの飛び降り自殺。

## キャリア
クラスニツキーはウズベク人サッカー選手として初めてソビエト連邦サッカーリーグ1部で100得点以上を挙げた選手であり、グリゴリー・フェドトフ・クラブの会員である。2010年、プロキャリアの中で100ゴール以上を挙げた選手を対象として、彼の名前を冠したゲンナディー・クラスニツキー・クラブが創設された。

## 獲得タイトル
- グリゴリー・フェドトフ・クラブ会員: 112ゴール

## 代表
クラスニツキーは1961年5月21日のサッカーポーランド代表との親善試合においてサッカーソビエト連邦代表にデビューした。